# ناتان سیبرگ
 ناتان سیبرگ (انگلیسی: Nathan Seiberg؛ زاده ۲۲ سپتامبر ۱۹۵۶) یک دانشمند اهل ایالات متحده آمریکا است.